# 布鲁滕堡宫
布魯騰堡城堡（德語：Schloss Blutenburg）是德國巴伐利亞州城市慕尼黑西側的一座建築。这座城堡始建於1423年至1439年期間，最初是一座狩獵小屋，以取代一座修建於13世紀的古堡。1488年，城堡進行了擴建。三十年戰爭期間，城堡主樓被廢棄，但此後在1680年至1881年期間進行重建。自1983年開始，布魯騰堡城堡是國際青年圖書館的所在地。

## 外部連結
维基共享资源上的相關多媒體資源：布鲁滕堡宫
- Blutenburg Palace （页面存档备份，存于）
- International Youth Library

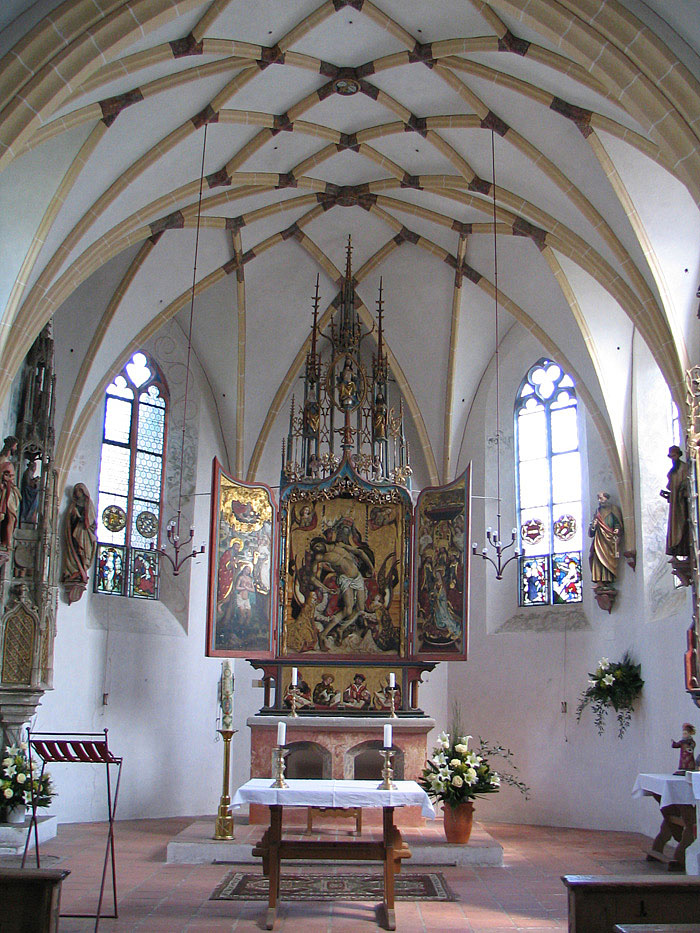
布魯騰堡城堡

- Schloss Blutenburg (German Site) （页面存档备份，存于）

48°9′47″N 11°27′23″E / 48.16306°N 11.45639°E